# Редстаун (Вісконсин)
Редстаун (англ. Readstown) — селище (англ. village) в США, в окрузі Вернон штату Вісконсин. Населення — 376 осіб (2020).

## Географія
Редстаун розташований за координатами 43°26′55″ пн. ш. 90°45′33″ зх. д. / 43.44861° пн. ш. 90.75917° зх. д. (43.448745, -90.759082).  За даними Бюро перепису населення США в 2010 році селище мало площу 4,63 км², з яких 4,57 км² — суходіл та 0,06 км² — водойми.

## Демографія
Згідно з переписом 2010 року, у селищі мешкало 415 осіб у 186 домогосподарствах у складі 99 родин. Густота населення становила 90 осіб/км².  Було 213 помешкання (46/км²).
Расовий склад населення:
| - 96,4 % — білих - 1,4 % — чорних або афроамериканців - 1,0 % — азіатів - 0,2 % — корінних американців |

До двох чи більше рас належало 1,0 %. Частка іспаномовних становила 1,2 % від усіх жителів.
За віковим діапазоном населення розподілялося таким чином: 20,7 % — особи молодші 18 років, 60,3 % — особи у віці 18—64 років, 19,0 % — особи у віці 65 років та старші. Медіана віку мешканця становила 44,9 року. На 100 осіб жіночої статі у селищі припадало 85,3 чоловіків;  на 100 жінок у віці від 18 років та старших — 94,7 чоловіків також старших 18 років.
Середній дохід на одне домашнє господарство  становив 37 562 долари США (медіана — 26 250), а середній дохід на одну сім'ю — 40 647 доларів (медіана — 31 250). Медіана доходів становила 40 469 доларів для чоловіків та 25 536 доларів для жінок. За межею бідності перебувало 30,7 % осіб, у тому числі 42,6 % дітей у віці до 18 років та 23,5 % осіб у віці 65 років та старших.
Цивільне працевлаштоване населення становило 179 осіб. Основні галузі зайнятості: освіта, охорона здоров'я та соціальна допомога — 22,9 %, виробництво — 16,8 %, роздрібна торгівля — 16,2 %.